# San Vero Milis
San Vero Milis là một đô thị ở tỉnh Oristano trong vùng Sardinia, có khoảng cách khoảng 100 km về phía tây bắc của Cagliari và cách khoảng 13 km về phía bắc của Oristano. Tại thời điểm ngày 31 tháng 12 năm 2004, đô thị này có dân số 2.506 người và diện tích là 72,2 km².
San Vero Milis giáp các đô thị: Baratili San Pietro, Milis, Narbolia, Riola Sardo, Seneghe, Tramatza, Zeddiani.